# آر عقاب
آر عقاب یک ستاره است که در صورت فلکی عقاب قرار دارد.